# 하나님의 백성
하나님의 백성(People of God)이란 유대교와 기독교의 경전인 성경에 등장하는 개념으로, 하나님을 섬기는 자들로서 그에게 순종하는 사람들이다. 구약 성경에서는 이스라엘 민족을 가리키는 말이었고, 신약 성경에 이르면 신을 믿는 자들로 그 개념이 확장되어가는 경향을 보인다.
개신교 교회에서는 보통 다음과 같이 언급한다.
| “ | 옛날의 왕은 모든 사람들이 두려워하는 존재였습니다. 하지만, 하나님은 우리에게 평화를 안겨주시는 위대하신 분입니다. 그러므로 우리는 평화를 안겨 주시는 하나님을 순종하는 백성입니다. | ” |

## 같이 보기
- 교회
- 대체주의